# Бюро технической инвентаризации

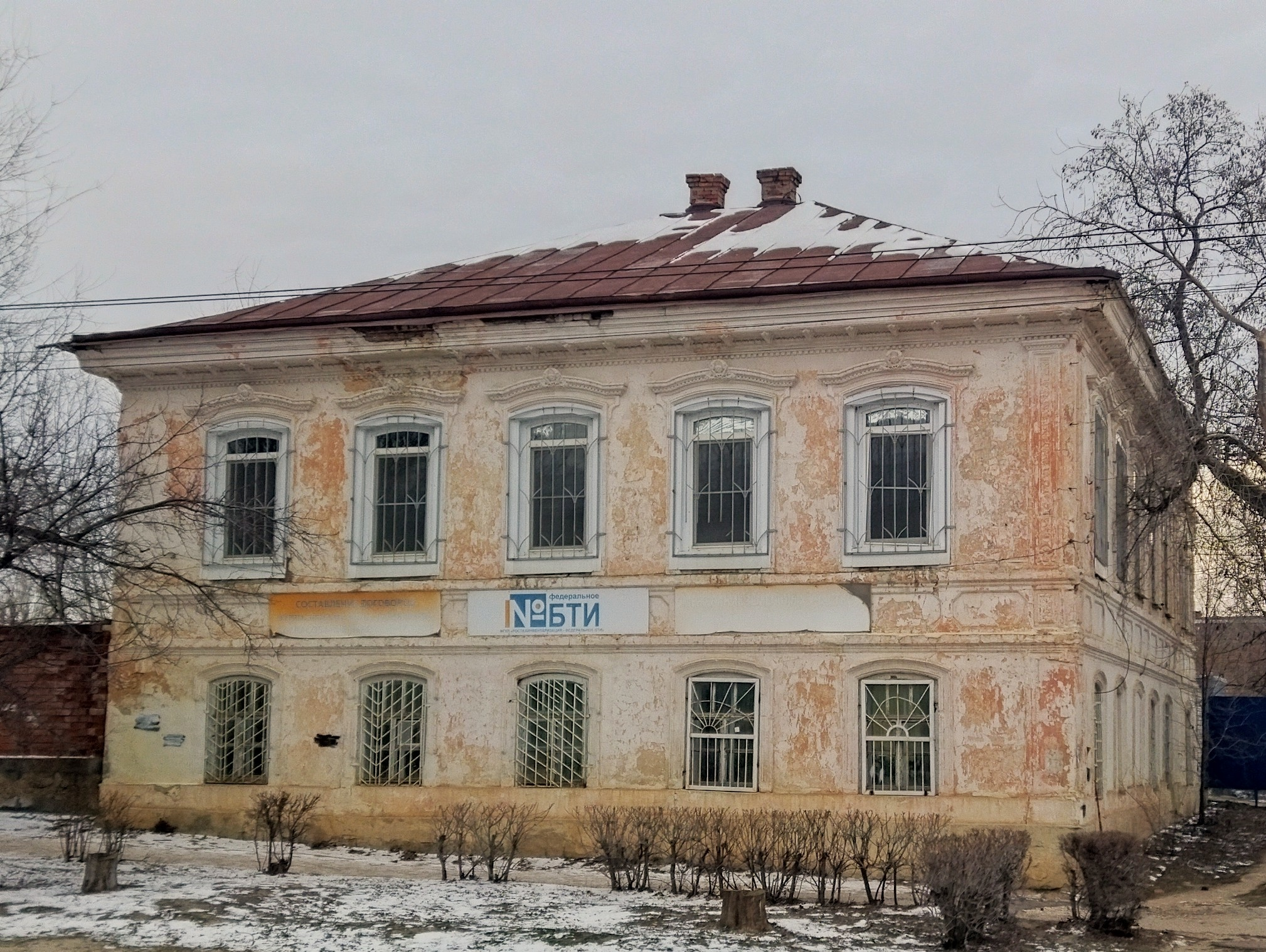
БТИ в городе Дубовке Волгоградской области.

Бюро технической инвентаризации (БТИ) — организации, осуществляющие государственный технический учёт и техническую инвентаризацию объектов недвижимости в России, Беларуси, Казахстане и в Украине.
БТИ функционируют в России в форме государственных унитарных предприятий, муниципальных унитарных предприятий, государственных бюджетных учреждений, акционерных обществ. На сегодняшний день в России функционирует около 200 организаций по технической инвентаризации (ОТИ).

## Деятельность
Органы технической инвентаризации осуществляют:
- Технический учёт жилищного фонда независимо от его принадлежности (техническую инвентаризацию жилищного фонда, оценку и переоценку жилых строений и жилых помещений, в том числе для целей налогообложения, информационное и консультационное обслуживание и иную деятельность, связанную с государственным учётом жилищного фонда). Инвентаризационные сведения и иные данные технического учёта жилищного фонда применяются в следующих случаях:
  - составление государственной статистической и бухгалтерской (финансовой) отчетности по жилищному фонду;
  - исчисление и контроль базы налогообложения недвижимости в жилищной сфере;
  - определение технического состояния и физического износа жилых строений и жилых помещений (П. 9 «Положения о государственном учёте жилищного фонда»).
- Хранение архивной документации[4] в отношении объектов недвижимости (технические паспорта, регистрационные книги, копии зарегистрированных документов, сформированные в инвентарные дела, и иные инвентаризационные документы). Данная функция имеет высокое значение, так как, среди прочей, в архивах БТИ хранится информация о правах собственности на недвижимое имущество, возникших до 31.01.1998 года (до 1998 БТИ выполняли функции по регистрации строений, в том числе жилых домов, принадлежащих гражданам на праве личной собственности). В соответствии с законодательством эти права признаются юридически действительными при отсутствии их государственной регистрации в Едином государственном реестре недвижимости.
- Заполнение и представление формы федерального государственного статистического наблюдения за жилищным фондом в территориальные органы государственной статистики. На основе этих данных впоследствии планируются и проводятся различные государственные программы в сфере жилищно-коммунального хозяйства, строительства и т. д.[5]

С 01.01.2013 исключено требование о проведении технической инвентаризации и изготовлении технических паспортов в отношении объектов капитального строительства. Обязанность по проведению текущего технического учёта и инвентаризации предусмотрена только в отношении объектов жилищного фонда.
Инвентаризационная стоимость объекта недвижимости, зависящая от площади объекта, года постройки, коммунальных удобств, физического износа и вычисляемая органами БТИ до 01.01.2013 года, ранее применялась для расчета налогооблагаемой базы по налогу на недвижимость. Также инвентаризационная стоимость применяется во время четырёхлетнего переходного периода при переходе к расчёту по кадастровой стоимости.
Также информация, предоставляемая органами технической инвентаризации, широко используется при осуществлении различных сделок и действий с объектами недвижимости: продажа, покупка, аренда, дарение, наследство, перепланировка, переустройство и т. д.
Важной целью работы органов технического учёта является сбор информации для осуществления государством программ капитального ремонта и проведения различных мероприятий, связанных с управлением жилым фондом страны. Отсутствие информации о фундаментах, фасадах, инженерных системах исторических зданий приводит к неправильной оценке объемов затрат на проведение ремонта и реставрации. С момента отмены регулярной обязательной технической инвентаризации объектов недвижимости профессиональное сообщество и представители органов власти активно обсуждают возможность возрождения полноценного государственного учета и инвентаризации жилищного фонда в России.

## Виды технической инвентаризации
Техническая инвентаризация объектов капитального строительства подразделяется на первичную техническую инвентаризацию и техническую инвентаризацию изменений характеристик объекта капитального строительства.
Первичная техническая инвентаризация объектов капитального строительства заключается:
- в выявлении их наличия и местоположения на земельном участке;
- в описании по основным признакам;
- в установлении внутренних и наружных размеров площадей и объёмов;
- в определении экономических характеристик, в том числе инвентаризационной стоимости;
- в выявлении возможных противоречий между техническими документами и фактическим состоянием объектов.

БТИ производит первичную техническую инвентаризацию всего здания в целом, с учётом всех расположенных помещений. По результатам составляется технический паспорт на здание, поэтажные планы и экспликации на все помещения.
Техническая инвентаризация изменений характеристик объекта капитального строительства проводится в случае изменения технических или качественных характеристик объекта капитального строительства (перепланировка, реконструкция, переоборудование, переустройство, разрушение, снос). По результатам технической инвентаризации изменений характеристик помещения пересчитываются технические характеристики всего здания, вносятся изменения в технический паспорт на здание, в поэтажный план (на котором расположено помещение) и в экспликацию.

## История
В 1918 году учёт недвижимости был передан в ведение Народного комиссариата внутренних дел РСФСР, где был создан отдел местного (позднее коммунального) хозяйства, а в 1921 году — Главное управление коммунального хозяйства НКВД РСФСР (ГУКХ).
Постановлением Экономического совещания РСФСР «Об утверждении Положения об инвентаризации имущества местных советов» 21 мая 1927 года (СУ, 1927, № 55, с. 379) предусматривалось проведение государственного учёта по единой методике всеми организациями технической инвентаризации, объединяемыми в единую систему. Инвентаризация имущества должна была обеспечить выявление его принадлежности, описание по основным признакам, определение технического состояния и оценку.
В 1930 году функции ГУКХ НКВД РСФСР, в системе которого действовали организации технической инвентаризации, были переданы созданному при СНК РСФСР Главному управлению коммунального хозяйства. С 1931 года эти функции перешли к созданному Наркомату коммунального хозяйства РСФСР, преобразованному в 1946 году в соответствующее Министерство. Находясь вплоть до начала 1990-х годов в системе жилищно-коммунального хозяйства, БТИ взяли на постоянный технический учёт жилой фонд и объекты местного хозяйства страны.
Приказом Минжилкомхоза РСФСР от 2 октября 1975 года организации технической инвентаризации, имея права юридического лица, были переведены на хозрасчет и действовали в соответствии с Положением о социалистическом государственном производственном предприятии с учётом особенностей, утверждённых постановлением Совета Министров РСФСР от 22 января 1968 года № 38.
Согласно постановлению Совета Министров СССР от 10 февраля 1985 года № 136 «О порядке государственного учёта жилищного фонда», БТИ осуществляли регистрацию и техническую инвентаризацию жилищного фонда в городах, поселках городского типа и сельской местности, независимо от его принадлежности, а также представляли в государственные органы Центрального статистического управления СССР (ЦСУ) соответствующую статистическую отчетность, руководствуясь при этом Инструкцией о порядке проведения технической инвентаризации жилищного фонда, утверждённой приказом ЦСУ СССР от 15 июля 1985 года.
В 1990-е годы ломка общественно-государственной системы, ликвидация Минжилкомхоза РСФСР, исполкомов Советов народных депутатов и их жилищно-коммунальных органов управления на местах привели к разрушению государственной системы технической инвентаризации жилого фонда, осуществляемой БТИ.
В настоящее время система единого государственного технического учёта и технической инвентаризации объектов градостроительной деятельности восстановлена и развивается.